# Jaskółcze Skały
Jaskółcze Skały (niem. Schwalbensteine, 1254 m n.p.m.) – skała w południowo-zachodniej Polsce w Masywie Śnieżnika, w Sudetach.
Skały znajdują się pomiędzy szczytami Śnieżnik i Mały Śnieżnik po czeskiej stronie granicy.